# Proteleia
Proteleia is een geslacht van sponsdieren uit de klasse van de Demospongiae (gewone sponzen).

## Soorten
- Proteleia burtoni Koltun, 1964
- Proteleia sollasi Dendy & Ridley, 1886